# Egor Zjesjko
Egor Zjesjko (Wit-Russisch: Ягор Жешко; Jahor Zjjesjko; Russisch: Егор Жешко) (Minsk, 24 december 1999) is de winnaar van het Junior Songfestival 2012 in Wit-Rusland. Met zijn nummer A More-More mocht hij zijn land vertegenwoordigen tijdens het Junior Eurovisiesongfestival 2012. Hier behaalde hij de 9e plaats met 56 punten. In 2011 had hij al deelgenomen aan de preselecties in zijn land maar het toen net niet gehaald.
2003: Volja Satsoek ·
2004: Jahor Vautsjoek ·
2005: Ksenia Sitnik ·
2006: Andrej Koenets ·
2007: Aleksej Zjigalkovitsj ·
2008: Dasja, Alina & Karina ·
2009: Joeri Demodovitsj ·
2010: Danil Kozlov ·
2011: Lidia Zablotskaja ·
2012: Egor Zjesjko ·
2013: Ilja Volkov ·
2014: Nadezjda Misjakova · 
2015: Roeslan Aslanov · 
2016: Aleksander Minjonok · 
2017: Helena Meraai · 
2018: Daniel Jastremisky · 
2019: Elizaveta Misnikova · 
2020: Arina Pechtereva